# 올리비아 와일드
올리비아 와일드(영어: Olivia Wilde, 1984년 3월 10일 ~ )는 아일랜드, 미국의 배우, 영화 감독이다. 2019년 영화 《북스마트》로 영화 감독 데뷔하였다.

## 작품 목록

### 연출
- 북스마트 (2019)
- Wake Up (2020, 단편)
- 돈 워리 달링 (2022)

### 출연
- 내겐 너무 아찔한 그녀 (2004)
- The O.C. (2004-05)
- 알파 독 (2006)
- 하우스 (2007-12) - 레미 해들리 역
- 서기 1년 (2009)
- 트론: 새로운 시작 (2010)
- 인 타임 (2011)
- 데드폴 (2012) - 라이자 역
- 드링킹 버디즈 (2013) - 케이트 역
- 그녀 (2013) - 소개팅 상대 역
- 러시: 더 라이벌 (2013) - 수지 밀러 역
- 써드 퍼슨 (2013) - 안나 바 역
- 라자루스 (2015) - 조이 역
- 바이닐 (2016)
- 리차드 쥬얼 (2019) - 캐시 스크럭스 역
- 돈 워리 달링 (2022) - 메리 역
- 바빌론 (2022)
- DC 리그 오브 슈퍼-펫 (2022) - 로이스 레인 역 (목소리)